# افي سوفير
افي سوفير (بالعبرية: אבי סופר‏) هو لاعب كرة قدم إسرائيلي في مركز الدفاع، ولد في 29 مارس 1986 في Pardesiya ‏ في إسرائيل. لعب مع هابوعيل تل أبيب.